# CDN (wydawnictwo)
CDN – niezależne polskie wydawnictwo podziemne działające poza zasięgiem cenzury w latach 1982–1990.

## Historia

### Struktura, personalia
Wydawnictwo założyli wkrótce po ogłoszeniu stanu wojennego Czesław Bielecki, Jan Krzysztof Kelus i Urszula Sikorska (dwoje ostatnich odeszło jesienią 1982). Do grona założycieli i redaktorów należał również Donald Tusk. Na czele oficyny stał tzw. krąg menadżerski, ukształtowany ostatecznie jesienią 1982, który koordynował poszczególne działy – redakcję, skład, druk, kolportaż, zaopatrzenie i łączność. Szefem oficyny był od początku Czesław Bielecki, jego zastępcą Tomasz Krawczyk. Po aresztowaniu Krawczyka w grudniu 1983 jego funkcję przejął Tadeusz Kowalewski, w czasie aresztowania Bieleckiego od czerwca 1985 do września 1986 zastępował go Krawczyk, następnie ponownie zastępca szefa. Redakcję tworzyli od początku 1982 Czesław Bielecki, Magda Leja i Zygmunt Stępiński. Po odejściu Lei jesienią 1983 szefem redakcji został Adam Rysiewicz, na czele działu kolportażu stali kolejno Andrzej Kiepurski, Tadeusz Kowalewski i od grudnia 1983 Mirosław Laskowski i Zbigniew Ostaszewski. Działem składu kierowali Andrzej Kiepurski, a od 1987 Marek Dudkiewicz. W skład kręgu menadżerskiego wchodzili także Janusz Surowiec (do 1984) i Maria Twardowska. Jesienią 1983 wyodrębniła się autonomiczna Oficyna Fonograficzna CDN, na której czele stał Bogusław Bobula, a wśród głównych współpracowników byli Jan Krzysztof Kelus i Jan Bartyś. W 1985 wydawnictwo było jednym ze współzałożycieli Funduszu Wydawnictw Niezależnych.
Zakończyło działalność w październiku 1990.

### Działalność
Wydawnictwo specjalizowało się w publicystyce politycznej, ze szczególnym uwzględnieniem bloku wschodniego i książkach historycznych, ściśle współpracowało z paryską Kulturą. Pierwszą wydaną pozycją był zbiór artykułów Solidarność w stanie wojennym (marzec 1982) w opracowaniu Zygmunta Stępińskiego, a największym bestsellerem Mały konspirator Czesława Bieleckiego, Jana Krzysztofa Kelusa i Urszuli Sikorskiej (co najmniej kilkanaście tysięcy egzemplarzy, wyd. 1983). Przeciętny nakład wynosił od 1500 do 3000, od 1986 ok. 800 egzemplarzy. Łącznie wydano ok. 120 książek i broszur, m.in. KOR Jana Józefa Lipskiego, Dziennik pisany nocą Gustawa Herlinga-Grudzińskiego, publicystykę Stefana Kisielewskiego, Alaina Besançona, Czesława Bieleckiego, wybór publicystyki Czesława Miłosza, Leopolda Ungera, Utopię u władzy Michaiła Hellera i Aleksandra Niekricza, Rosję w obozie koncentracyjnym Iwana Sołoniewicza, Jak giną demokracje Jeana-Francois Revela, wybory tekstów z paryskiej Kultury z lat 1981–1987 i pisma Commentary redagowanego przez Normana Podhoretza.
Wydawnictwo zainicjowało jesienią 1982 niezależne czasopismo dla wojska Reduta (redakcja Czesław Bielecki, Stanisław Dronicz, Wincenty Heinrich, Marian Rajski i Barbara Gleb jako sekretarz redakcji) oraz milicji Godność (redakcja Jarosław Deminet, Włodzimierz Grudziński i Michał Jankowski). Od 1982 drukowało Tygodnik Mazowsze, pełniąc jedynie funkcje techniczne, a od 1984 było wydawcą pisma Obóz, prowadząc równocześnie serię Biblioteka Obozu. W tej serii opublikowano m.in. Węgry 1956 Billa Lomaxa, Kadaryzm bez maski. wybór niezależnej publicystyki węgierskiej, Politykę i społeczeństwo na Ukrainie sowieckiej 1953–1980 Borysa Lewickiego, Białe noce Menachema Begina.
W ramach Oficyny Fonograficznej wydano ok. 30 kaset, m.in. z piosenkami Jana Krzysztofa Kelusa i Jacka Kaczmarskiego, występami Jacka Fedorowicza.